# Greppelblaadje-associatie
De greppelblaadje-associatie (Cladonietum caespiticiae) is een associatie uit het pluisjesmos-verbond (Dicranellion heteromallae). 

## Naamgeving en codering
- Syntaxoncode voor Nederland (rVvN): r60Aa03

De wetenschappelijke naam Cladonietum caespiticiae is afgeleid van de botanische naam van greppelblaadje (Cladonia caespiticia), die als kensoort voor de associatie geldt.

## Fysiognomie
Fysiognomisch is de greppelblaadje-associatie zeer goed herkenbaar aan de dominantie van greppelblaadje, die het vegetatieaspect bepaalt. Doorgaans treedt de associatie als lintvormig vegetatietype op.

## Ecologie
De greppelblaadje-associatie ontwikkelt zich hoofdzakelijk op boswallen en greppel- en steilkanten langs holle wegen op zand en leemgrond. De standplaatsen zijn beschaduwd.